# Carolyn Cole
Carolyn Cole (* 24. dubna 1961 Boulder) je oceňovaná americká fotografka deníku Los Angeles Times. Během své kariéry fotoreportérky se věnovala většině významných zpravodajských událostí posledních tří desetiletí – válkám, přírodním katastrofám i katastrofám způsobeným člověkem a nejrůznějším lidským příběhům. Zabývala se konflikty v Iráku, Kosovu, Afghánistánu, Súdánu, Libanonu a na Haiti. Za reportážní fotografii z obléhání hlavního města Liberie Monrovie získala v roce 2004 Pulitzerovu cenu. Kromě toho byla pětkrát finalistkou Pulitzerovy ceny za reportáže o volbách v Keni, ropné skvrně společnosti BP, konfliktu mezi Izraelem a Palestinou, zemětřesení a tsunami v Japonsku a obléhání kostela Narození Páně v Betlémě. Mezi její další ocenění patří Cena Roberta Capy, Cena George Polka za fotožurnalistiku a Cena Sidneyho Hillmana za celkovou vynikající úroveň fotožurnalistiky.

## Biografie
Carolyn Cole se narodila 24. dubna 1961 Boulderu ve státě Colorado a vyrůstala v Kalifornii a Virginii. Studovala fotožurnalistiku na Texaské univerzitě, kde v roce 1983 obdržela bakalářský titul. Magisterský titul získala na Škole vizuální komunikace na Scripps College of Communication na univerzitě v Ohiu.

Profesní kariéru zahájila v roce 1986 jako fotografka v deníku El Paso Herald-Post, kde pracovala až do roku 1988. Poté přešla na dva roky do San Francisco Examiner a další dva roky pracovala jako fotografka na volné noze v Mexico City, kde spolupracovala s novinami jako Los Angeles Times, Detroit Free Press a Business Week. V roce 1992 se Cole vrátila k práci zaměstnance, pracovala pro The Sacramento Bee a od roku 1994 je fotografkou Los Angeles Times.
| „ | Ráda se stávám svědkem historie, ale je to spojeno s odpovědností vytvářet snímky, které obstojí ve zkoušce časem. | “ |

Věnovala se mnoha domácím i zahraničním událostem. Během krize v roce 1999 strávila nějakou dobu v Kosovu a v roce 2001 pobývala dva měsíce v Afghánistánu. Pracovala také v Iráku, Izraeli, Súdánu, Libanonu, Keni, na Haiti a v dalších zemích. Za reportážní fotografii o občanském konfliktu v Libérii získala v roce 2004 Pulitzerovu cenu. Objevila se v publikacích jako COLOR Magazine, TIME a The Pulitzer Prize Photographs, stále rozvíjí a zdokonaluje svůj jedinečný styl.

## Ocenění
Cole je dvojnásobnou držitelkou Zlaté medaile Roberta Capy udělované Americkým klubem zámořských novinářů (Overseas Press Club of America) za práci v Iráku a Libérii v roce 2003 a za fotografie kostela Narození Páně v Betlémě v roce 2002. Získala čtyři ceny World Press Photo a třikrát byla také vyhlášena americkou novinovou fotografkou roku. Mezi její další ocenění patří Cena George Polka za fotožurnalistiku a Cena Sidneyho Hillmana za celkovou vynikající úroveň fotožurnalistiky.

### Pulitzerova cena
Za reportáže o občanském konfliktu v Libérii získala v roce 2004 Pulitzerovu cenu a pětkrát byla na ocenění nominována za reportáže o zemětřesení a tsunami v Japonsku v roce 2011, úniku ropy z ropné plošiny Deepwater Horizon, volbách v Keni, konfliktu mezi Izraelem a Gazou a obléhání kostela Narození Páně v Betlémě, který v roce 2002 obsadili palestinští ozbrojenci a drželi desítky civilistů a duchovního jako rukojmí. Tehdy se na poslední chvíli rozhodla připojit ke skupině mírových aktivistů, kteří do budovy vstoupili ze solidarity s Palestinci. Během následujících devíti dnů pracovala jako reportérka deníku Los Angeles Times a připravila několik reportáží.